# Bonitasaura
Bonitasaura salgadoi
Genre
Espèce
Bonitasaura est un genre éteint de dinosaures sauropodes, un titanosaure du Crétacé supérieur qui a vécu dans ce qui est aujourd'hui l'Argentine.
L'espèce type et seule espèce, B. salgadoi, a été décrite en 2004 par Sebastián Apesteguía

## Étymologie
Le nom générique Bonitasaura fait référence à la carrière « La Bonita » où ont été retrouvés les fossiles. Le nom spécifique a été donné en l'honneur de Leonardo Salgado, un paléontologue argentin.

## Découverte
Les fossiles de Bonitasaura ont été découverts dans des grès fluviatiles de la formation géologique de Bajo de la Carpa (groupe de Neuquén) dans la province de Río Negro dans le nord-ouest de la Patagonie. Cette formation est datée du Crétacé supérieur (Santonien), soit il y a environ entre 85,7 et 83,6 millions d'années. Les restes fossiles appartiennent à un individu subadulte, il s'agit d'une mandibule avec des dents, et de séries d'os des vertèbres et des membres postérieurs.

## Description

Comparaison entre la taille de Bonitasaura et celle d'un être humain.

Bonitasaura mesure 10 m de long. Son crâne est similaire à ceux des Diplodocidae, un autre groupe de sauropodes. La mandibule a une arête vive distinctive, juste en arrière d'un ensemble réduit de dents. Cette crête soutenait un bec pointu en kératine, probablement jumelé avec une structure similaire dans la mâchoire supérieure. Cet animal a également un cou assez court avec des processus robustes sur les vertèbres dorsales permettant la fixation de muscles puissants qui autorisaient  de vigoureux efforts, probablement au cours de l'alimentation.

## Classification
Bonitasaura a d'abord été classé, dans sa description initiale, comme un membre des Nemegtosauridae.
Les analyses phylogénétiques suivantes l'ont classé dans le clade des Lithostrotia, un clade qui inclut les Lognkosauria et les Aeolosaurini,,,.